# Do Começo ao Fim
Do Começo ao Fim é um filme brasileiro, dos gêneros drama e romance, lançado em 2009. Foi dirigido por Aluizio Abranches, escrito e co-produzido por Abranches em conjunto com Fernando Libonati e Marco Nanini, e estrelado por João Gabriel Vasconcellos e Rafael Cardoso, com a participação de Fábio Assunção, Júlia Lemmertz e Jean Pierre Noher. O enredo gira em torno de dois meio-irmãos que desenvolvem uma relação muito estreita enquanto crescem em uma família idílica e feliz, aflorando o relacionamento quando tornam-se adultos.
Abranches concebeu e idealizou o filme como uma história de amor e optou por tratar o incesto e a homossexualidade de uma forma diferente. 
Estreou nos cinemas brasileiros no dia 27 de novembro de 2009. O lançamento do filme nos cinemas no Brasil, com apenas 9 cópias, atingiu 100 mil espectadores, levando o longa à lista dos 10 filmes brasileiros mais vistos de 2009. Foi exibido em mais de 30 festivais nacionais e internacionais, e comercialmente, estreou nos cinemas também em mais de 30 países, sempre com grande repercussão. Em 2010 foi lançado em DVD com muito êxito. Na França, após uma estreia bem sucedida nos cinemas, a primeira tiragem do DVD esgotou em duas semanas. Até hoje, seu DVD e Blu ray figuram entre os mais vendidos em vários sites internacionais de venda, como na amazon.com.

## Sinopse
- 1986 - Tomaz nasce com os olhos fechados e assim permanece durante várias semanas. Julieta, sua mãe, não se preocupa e diz que quando o filho estiver pronto, que quando ele quiser, ele abrirá os olhos. Foi assim, nos primeiros dias de vida que Tomaz aprendeu o que era livre arbítrio. Um dia, sem mais nem menos, Tomaz abre os olhos e olha direto para Francisco, seu irmão de 5 anos.

- 1992 - Julieta é uma mulher e uma mãe amorosa. É médica de um hospital e trabalha no setor de emergência. É casada pela segunda vez com Alexandre, pai de Tomaz. Pedro, seu primeiro marido e pai de Francisco, mora na Argentina. Julieta e ele continuam bons amigos. Durante a infância, os irmãos são muito próximos, talvez próximos demais, segundo Pedro, que passa uma temporada com eles em Buenos Aires.

- 2008 - Anos mais tarde, quando Francisco tem 27 anos e Tomaz 22, Julieta morre. Os irmãos se tornam amantes e vivem uma extraordinária história de amor.[6]

## Elenco
- Rafael Cardoso - Tomaz Paz Vasconcellos
- João Gabriel Vasconcellos - Francisco Paz de Toledo
- Júlia Lemmertz - Julieta Paz
- Fábio Assunção - Alexandre Vasconcellos
- Jean Pierre Noher - Pedro de Toledo
- Louise Cardoso - Rosa
- Gabriel Kaufmann - Tomaz (com 6 anos)
- Lucas Cotrim - Francisco (com 11 anos).

## Produção

### Desenvolvimento
O conceito do filme é remoto, uma vez que o diretor Aluízio Abranches já o tinha em sua cabeça há muito tempo. Era de seu interesse abordar dois temas polêmicos – incesto e homossexualidade – por um outro viés, um pouco mais natural, fazendo do amor, acima de tudo, o protagonista da história. O cineasta sempre desejou falar da família e do amor sendo este a questão mais recorrente em seus filmes. No momento em que realizava seu primeiro longa-metragem, Um Copo de Cólera (1999), baseado na novela homônima de Raduan Nassar, este lhe propôs uma troca por Lavoura Arcaica, que trata do incesto. No entanto, pelo fato de que Abranches estava atraído pelo longa, ele recusou a proposta pela forma como o livro tratava o assunto, apesar de ter considerado a obra linda.
Após inúmeras recusas no momento de captar recursos orçamentários com empresas, o cineasta angariou 1,8 milhão de reais, advindos de apenas dois patrocínios que optaram por ficar no anonimato. As outras declaravam que a obra não tinha a ver com a política de patrocínios, o que fez com que Abranches notasse um certo preconceito, como, por exemplo, numa altura em que vários empresários sugeriram que ele mudasse a história de dois irmãos para primos ou irmãs. Contudo, como não era isso que ele almejava fazer, preferiu arriscar de outras maneiras, "investir dinheiro do meu bolso, mas filmar como imaginava".

## Repercussão
O vídeo promocional do filme foi colocado no YouTube e atingiu mais de 1 milhão de visualizações, gerando comentários variados, desde a indignação até o entusiasmo. 
O filme atraiu mais de 10 mil espectadores em seu fim de semana de estreia. Em cartaz em apenas nove salas, o filme mostrou fôlego ao estrear em sexto lugar.

### Crítica
| Críticas profissionais | Críticas profissionais |
| Avaliações da crítica  | Avaliações da crítica  |
| Fonte                  | Avaliação              |
| ---------------------- | ---------------------- |
| CineClick              | [ 9 ]                  |
| CinePOP                | [ 10 ]                 |
| CinePop                | [ 11 ]                 |
| Cinema com Rapadura    | [ 12 ]                 |
| Omelete                | [ 13 ]                 |
| Cine Players           | [ 14 ]                 |
| O Globo                | [ 15 ] [ 16 ]          |

O filme recebeu, mesmo antes de seu lançamento, algumas críticas, tanto de críticos quanto do público. 
O site CinePop, por sua vez, lançou duas críticas ao fime, ambas positivas. A primeira, feita por Rodrigo Soares, ressalva que o filme traz uma verossimilhança, e "busca inserir no espectador a esperança de que o mundo real pode ser complicado, mas ainda há como tudo dar certo". Soares defende o filme argumentando que é injusto falar que ele é distante da realidade de dos temas tão "espinhosos". Ele diz que em Do Começo Ao Fim, o "tratamento é dado quase como em tom de conselho: "as adversidades existem, mas há como dar certo". Rodrigo diz que questões como "Como pode uma família aceitar tão bem o relacionamento dos dois?" e "Como podem os dois irmãos não se questionarem quanto ao que sentem um pelo outro?" são respondidas nitidamente na infância, quando em vários momentos vemos a angústia e dor dos pais ao perceber a proximidade dos filhos, além disso, Rodrigo Soares diz que o maior conflito está entre a projeção e o espectador, que por sua vez, pode estranhar um relacionamento afetivo entre dois irmãos, que é posto como um "tabu" vivido "naturalmente", o grande trunfo da película.
Leonardo Campos, escreveu, no mesmo site, que "filmes onde homens se beijam e dançam nus ainda causam risinhos e cutucadas de constrangimento no cinema, vide que as pessoas ainda não estão preparadas para tal", defendendo que não há nenhum tipo de problema na narrativa do filme, mas, critica a parte em que os dois se despem, além disso, ele diz que o filme poderia ser muito mais interessante, se tivesse uma abordagem mais realista do que romântica.